# Họ Cá đàn lia
Họ Cá đàn lia (danh pháp khoa học: Callionymidae) là một họ cá biển theo truyền thống xếp trong bộ Cá vược, nhưng hiện nay được một số tác giả xếp trong bộ Syngnathiformes. Nelson et al. (2016) xếp nó trong bộ Callionymiformes.
Họ này được tìm thấy chủ yếu ở các vùng biển nhiệt đới thuộc Ấn Độ Dương - Thái Bình Dương. Có khoảng 200 loài thuộc họ này, được xếp vào 18 chi. Cá đàn lia là sinh vật đáy, thường bơi gần những khu vực đáy cát và ăn những loài động vật không xương sống nhỏ. Cá đàn lia cũng có thể được tìm thấy trong các thảm cỏ biển và xung quanh các rạn san hô.
Do có những nét tương đồng về hình thái và tập tính, đôi khi cá đàn lia lại bị nhầm lẫn với các thành viên của bộ Cá bống. Tuy nhiên, cá đàn lia đực có thể được phân biệt với cá bống bởi vây lưng rất dài, và cá đàn lia mái có hàm dưới nhô ra.

## Mô tả
Cá đàn lia nói chung có màu sắc sặc sỡ và mang trên mình những đốm, hoa văn. Cơ thể của chúng thuôn dài và không có vảy. Một ngạnh lớn ở phía trước của nắp mang là điểm đặc trưng của các loài cá đàn lia, và một số loài được ghi nhận là có thể tiết độc tố qua cái ngạnh này. Tất cả các vây đều lớn, có hoa văn và thon dài. Vây lưng chẻ đôi; vây lưng thứ nhất vươn dài, thường có 4 gai. Ở cá đực, gai vây lưng đầu tiên có thể có thêm các tia vây sợi ở trên chóp. Đầu của cá đàn lia dẹt, có hình tam giác; miệng và mắt rất lớn. Vây đuôi có hình cánh quạt.
Nhiều loài cá đàn lia là những loài dị hình giới tính. Cá đực và cá cái có màu sắc và hoa văn khác nhau, và cá đực có vây lưng dài hơn so với cá cái.

## Sinh sản
Thời điểm sinh sản của cá đàn lia diễn ra trước khi mặt trời lặn. Tập tính sinh sản của nó được chia thành các giai đoạn sau: tán tỉnh, ghép đôi và thụ tinh. Màn tán tỉnh thường diễn ra ở cá đực nhiều hơn. Cá cái chỉ thể hiện như vậy khi chúng sẵn sàng sinh sản và cần một người bạn đời. Cả hai giới đều thể hiện màn tán tỉnh bằng cách căng rộng vây ngực và vây đuôi của chúng, và bơi xung quanh đối tượng mà chúng để ý. Cá đực đôi khi cũng sẽ căng rộng vây lưng, liên tục mở và ngậm miệng, áp cơ thể lên cá cái và sau đó, cá đực sẽ cọ xát vùng bụng của nó lên cá cái. Thỉnh thoảng, một con đực khác sẽ chen ngang vào một cặp "vợ chồng" đang giao phối và cố gắng lén thụ tinh với con cái. Điều này sẽ dẫn tới một "cuộc xung đột" với con cá đực đầu tiên.
Trước khi bước vào mùa sinh sản, một cặp cá đàn lia sẽ di chuyển lên trên một cột nước, cao khoảng 0,7 - 1,2 m tính từ đáy biển. Con đực bơi song song với con cái, và tìm cách tiếp cận phần cơ thể gần vây bụng của cá cái. Cả hai sẽ cùng bơi dần lên cao, di chuyển bằng vây ngực theo hình bán nguyệt. Chúng bơi thành hai quãng. Ở giai đoạn đầu tiên, cặp đực - cái bơi lên khoảng 15 cm và nghỉ trong khoảng 5 giây. Sau đó, chúng bắt đầu bơi lên cao lần thứ hai. Ở giai đoạn thứ hai, cá đực và cá cái uốn cong cơ thể và hướng nhú sinh dục về phía nhau. Cá đực bắt đầu xuất tinh và cá cái phóng trứng. Sự giải phóng trứng diễn ra từng đợt và liên tục trong khoảng 5 giây. Trứng cá nổi trong cột nước, sẽ bị dòng nước cuốn đi. Cá bố lẫn cá mẹ không bảo vệ trứng. Sau khi giao phối xong, cả cá đực và cá cái sẽ bơi trở lại đáy biển. Cá đực có thể giao phối với nhiều con cá cái khác nhau trong cùng một ngày.